# Honey 3: Dare to Dance
Honey 3: Dare to Dance é um filme de dança americano de 2016 dirigido por Bille Woodruff e estrelado por Cassie e Kenny Wormald. É a terceira franquia da série de filmes Honey. O filme foi lançado direct-to-DVD e disponibilizado no Netflix em 6 de setembro de 2016. As filmagens de Honey 3 aconteceram na Cidade do Cabo, na África do Sul.

## Sinopse
Malea (Cassie Ventura) viaja para a Cidade do Cabo com o objetivo de estudar dança em uma faculdade da região. No entanto, enfrenta dificuldades financeiras graves que a forçam a abandonar o curso. Determinada a mudar sua situação, ela decide alugar um antigo teatro e montar um espetáculo inspirado em *Romeu e Julieta*, adaptado para o estilo hip-hop e com a participação de membros da comunidade local.

## Elenco
| Ator             | Personagem        |
| ---------------- | ----------------- |
| Cassie Ventura   | Melea Martin      |
| Kenny Wormald    | Erik Wildwood     |
| Dena Kaplan      | Nadine            |
| Sibo Miambo      | Ishani Magona     |
| Bobby Lockwood   | Laser             |
| Clayton Evertson | Taj Mfeka         |
| Terry Sauls      | Taariq            |
| Ambrose Uren     | Dajon Bell        |
| Stephen Jubber   | Eduardo Diego     |
| Adrian Galley    | Sammy Wright      |
| Peter Butler     | Tio Simon         |
| Brandon Peterson | Mike              |
| Sivuyile Ngesi   | DJ Zubair Khumalo |
| Adam Cope        | Christian         |
| Ashlynn Cloete   | Crystal           |
| Jason Meyer      | Zam               |